# Mexico Future Series
Die Mexico Future Series sind im Badminton offene internationale Meisterschaften von Mexiko. Sie wurden erstmals 2019 ausgetragen.

## Turniergewinner
| Saison    | Herreneinzel       | Dameneinzel       | Herrendoppel                       | Damendoppel                                           | Mixed                                          |
| --------- | ------------------ | ----------------- | ---------------------------------- | ----------------------------------------------------- | ---------------------------------------------- |
| 2018      | nicht ausgetragen  | nicht ausgetragen | nicht ausgetragen                  | nicht ausgetragen                                     | nicht ausgetragen                              |
| 2019      | Osleni Guerrero    | Tahimara Oropeza  | Osleni Guerrero Leodannis Martínez | Tahimara Oropeza Yeily Mari Ortiz Rodriguez           | Osleni Guerrero Tahimara Oropeza               |
| 2020 2021 | nicht ausgetragen  | nicht ausgetragen | nicht ausgetragen                  | nicht ausgetragen                                     | nicht ausgetragen                              |
| 2022      | Luis Montoya       | Sanchita Pandey   | Lap Kan Kern Pong Larry Pong       | Paula Lozoya Fatima Rio                               | Ryan Zheng Sanchita Pandey                     |
| 2023      | Luis Ramón Garrido | Haramara Gaitan   | Kevin Fu Nicholas Lai              | Joceline Monserrat Lopez Rodriguez Mayté Macias Marin | Luis Montoya Miriam Jacqueline Rodriguez Perez |
| 2024      | Luis Montoya       | Ella Lin          | Ryan Ma Daniel Zhou                | Romina Fregoso Miriam Jacqueline Rodriguez Perez      | Ryan Ma Veronica Yang                          |